# Rue Le Verrier
La rue Le Verrier est une voie du 6e arrondissement de Paris (quartier Notre-Dame-des-Champs).

## Situation et accès
Longue de 165 m, elle débute au 144, rue d’Assas et se termine au 99, rue Notre-Dame-des-Champs. Elle est en sens unique dans le sens ouest-est.
Le quartier est desservi par la ligne 4 à la station Vavin. La gare de Port-Royal de la ligne B se situe à proximité.
La voie est située dans le voisinage de l’Observatoire de Paris.

## Origine du nom

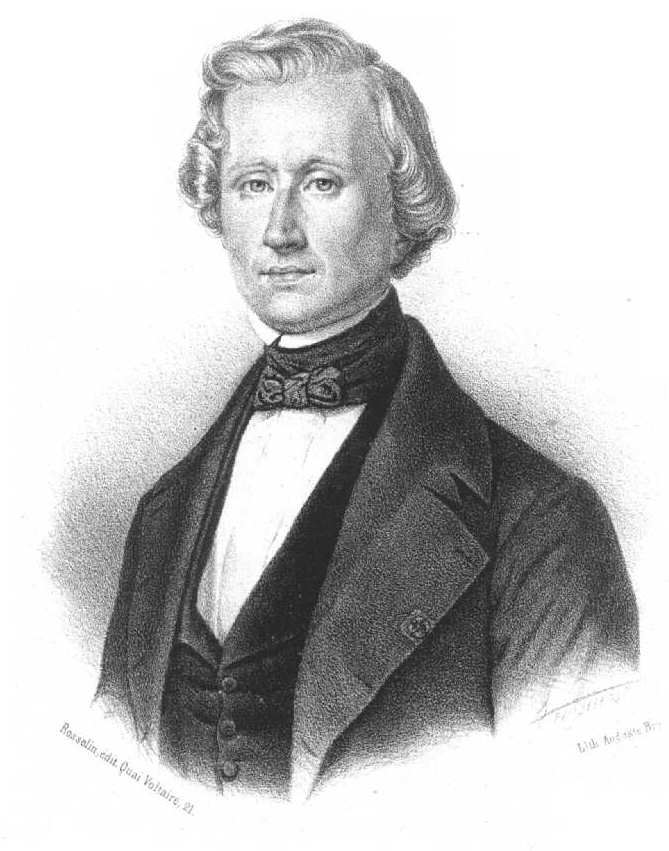
Urbain Le Verrier.

Cette voie porte le nom de l’astronome français Urbain Le Verrier (1811-1877).

## Historique
Cette voie a été amorcée en 1883 sous le nom d’« impasse Notre-Dame-des-Champs » et prolongée, en 1888, jusqu’à la rue d’Assas.

## Bâtiments remarquables et lieux de mémoire
Un grand nombre d’immeubles de cette rue - les nos 4, 6, 10, côté pair, et les nos 3, 5, 7, 11, 13, 15, 17, 21, 23, côté impair - sont l’œuvre de l’architecte Henri Tassu et ont été construits entre 1885 et 1888.
- À un numéro inconnu ont vécu Évelyne Pisier, Camille Kouchner, Olivier Duhamel et Michel Houellebecq à partir des années 1980[3].
- No 2 : délégation du Viêt Nam auprès de l'UNESCO.

- No 8 : construction datant de 1887 réalisée par l’architecte Gustave Goy[4].

- No 9 : construction datant de 1887 réalisée par l’architecte Gustave Goy.
- No 10 : immeuble construit par l’architecte Henri Tassu (voir supra) pour sa famille[5].

- No 13 : l'organiste Marcel Dupré y vécut.

- No 15 : le journaliste et écrivain Jean-Marie Dunoyer vécut à cette adresse de 1972 à sa mort, en 2000 ; une plaque lui rend hommage.

- No 18 : librairie Les Libres Champs Léa.

- No 19 : immeuble construit par l’architecte Louis Trintzius, qui y a résidé en 1887.
- No 20 : l’essayiste et romancier Philippe Muray vécut à cette adresse de 1978 à sa mort, en 2006. Son journal intime[6] relate ses démêlés avec ses voisins.

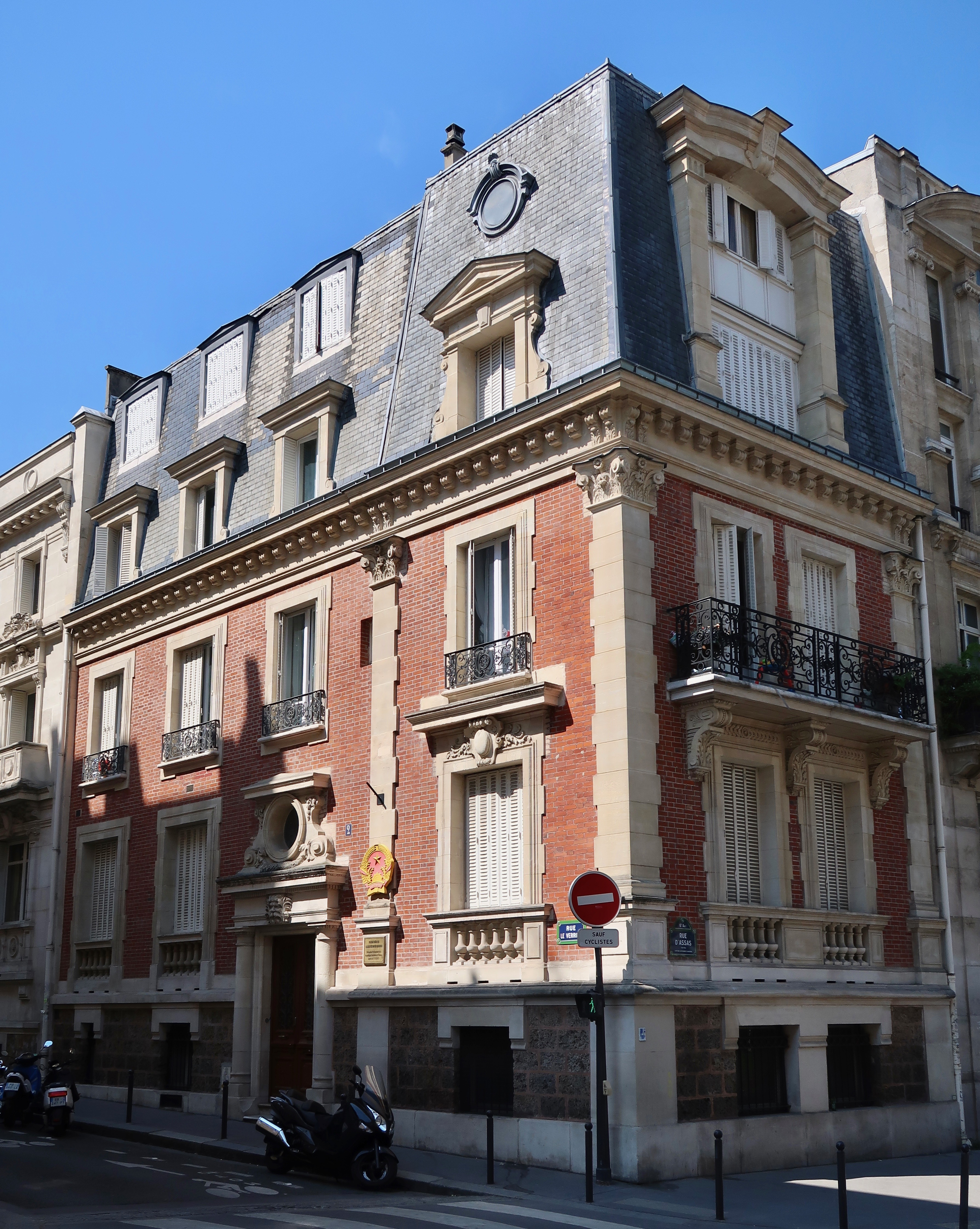
No 2.
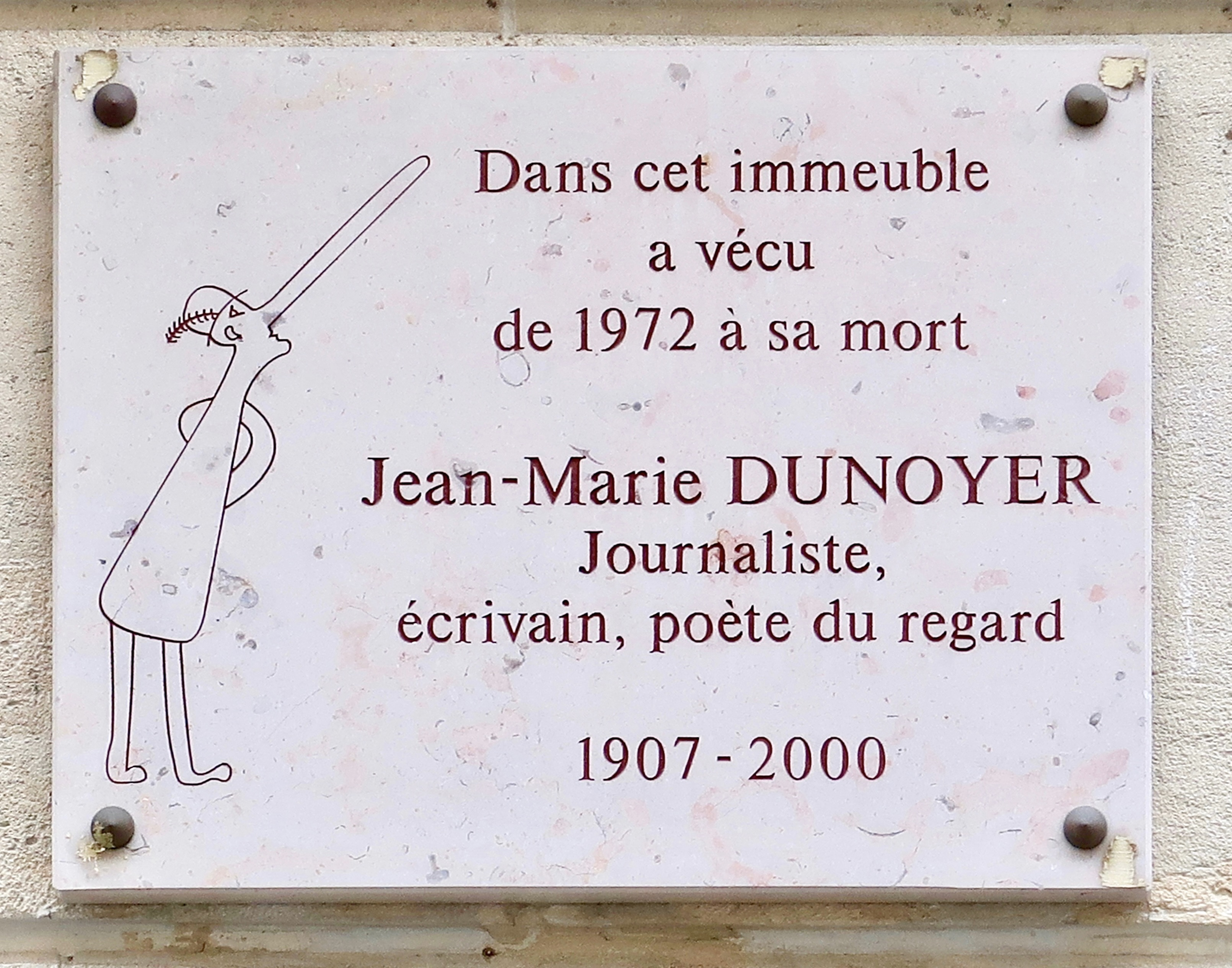
Plaque au no 15.
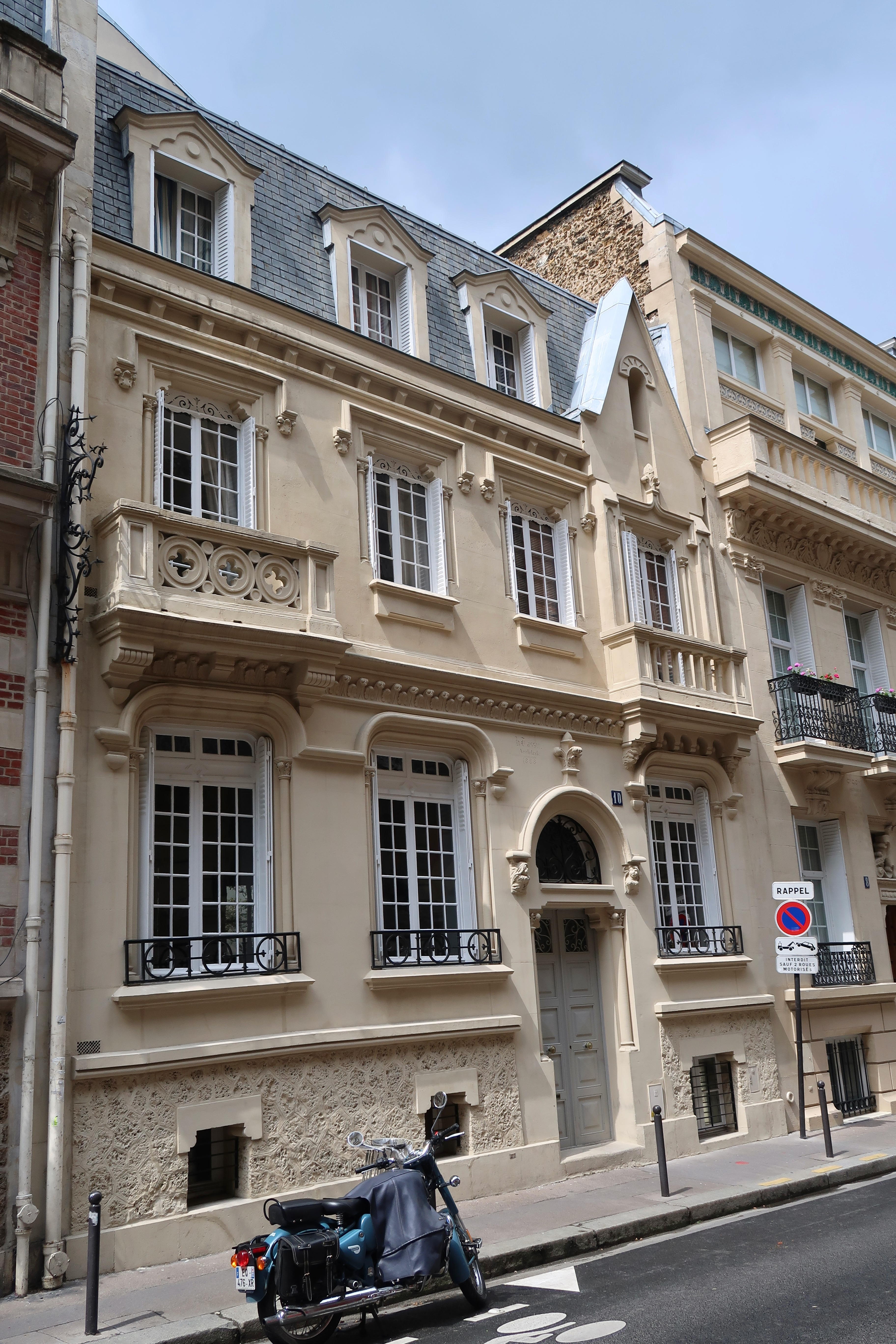
No 10.
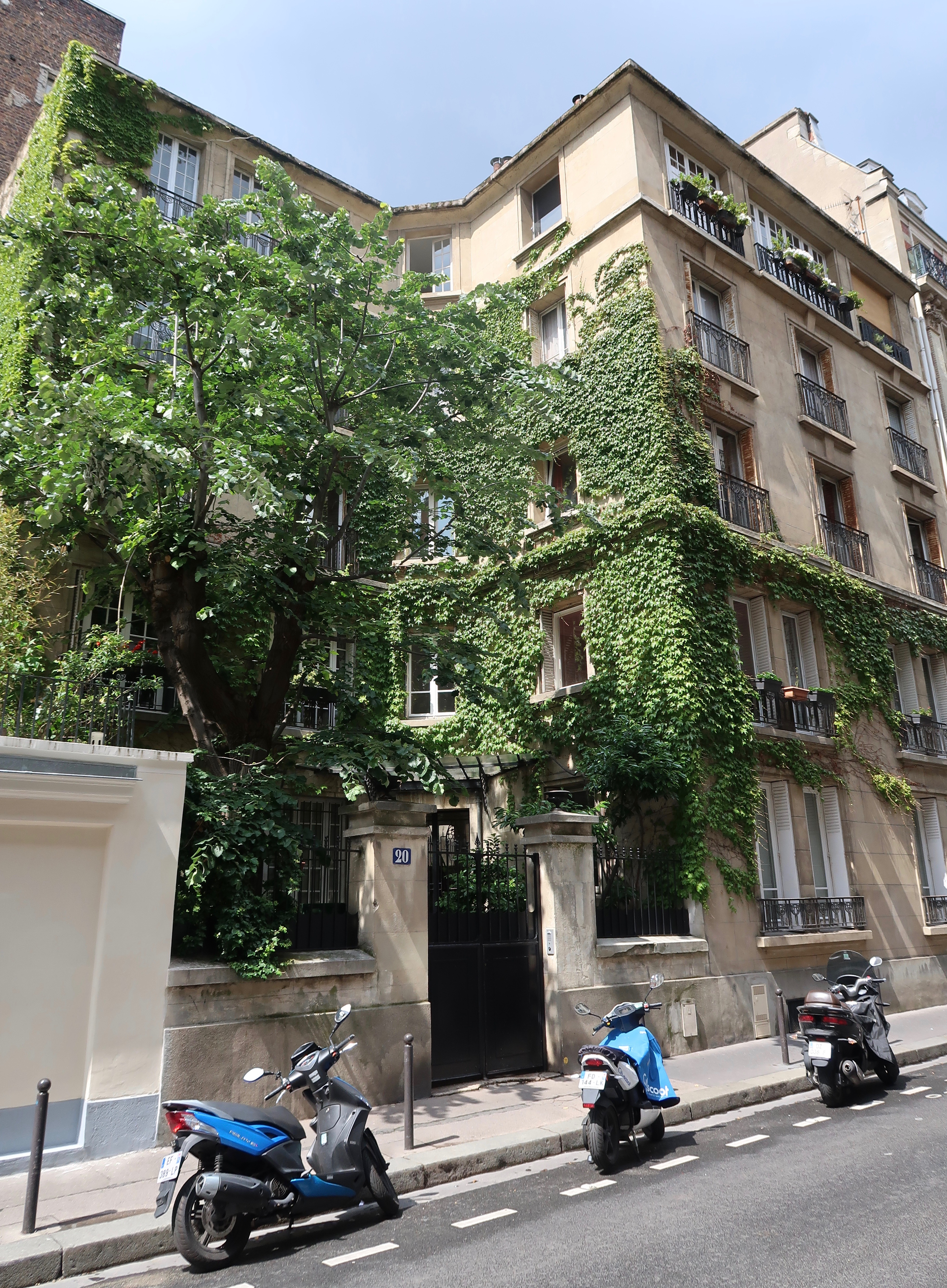
No 20.